# Segunda División
Segunda División, či LaLiga 2, aktuálně nesoucí název LaLiga Hypermotion, vzhledem ke sponzorství EA Sports, je druhá nejvyšší fotbalová soutěž ve Španělsku. Účastní se jí 22 klubů. Hraje se od ročníku 1928-29. Od roku 1984 ji organizuje LFP - Liga de Fútbol Profesional - která sdružuje kluby a sportovní akciové společnosti, jež se účastní profesionálních soutěží. Dřívějším organizátorem byl Španělský fotbalový svaz RFEF. Během celé historie byla pouze dvakrát přerušena a sice mezi roky 1936 a 1939, kvůli občanské válce ve Španělsku a v roce 2020 kvůli pandemii covidu-19. 
Společně s nejvyšší soutěží Primera División je jedinou profesionální ligou ve Španělsku. Od jejího vzniku v roce 1928 poznala Segunda División 48 vítězů, nejvíckrát ji dokázal vyhrát Real Murcia, osmkrát, Real Betis sedmkrát, RC Deportivo La Coruña, Sporting Gijón a Real Oviedo pětkrát. Posledním vítězem je Granada CF.

## Historie
Segunda División odehrála svůj premiérový ročník, stejně jako nejvyšší soutěž Primera División, v sezóně 1928-29. Zúčastnilo se jí dvacet týmů rozdělených do dvou skupin A a B. Nicméně skupina A měla charakter druhého výkonnostního stupně španělského fotbalu, neboť její vítěz hrál baráž o postup do Primera División a poslední dva celky sestupovaly do Tercera División, zatímco skupina B měla charakter třetího výkonnostního stupínku z níž dva kluby postupovaly do Segunda División a zbylých osm celků tvořilo v následující sezoně nově vzniklou Tercera División - třetí ligu. 
Prvního ročníku se zúčastnily ve skupině A Sevilla FC, Iberia SC, Deportivo Alavés, Sporting Gijón, Valencia FC, Real Betis, Real Oviedo, Celta de Vigo, Deportivo La Coruña a Racing Club de Madrid. Skupinu B tvořily CD Leonesa, Real Murcia, CD Castellón, CD Torrelavega, Zaragoza CD, Real Valladolid, Osasuna, Tolosa CF, Barakaldo CF a Cartagena FC.
V průběhu let se měnil počet účastníku, stejně jako systém soutěže. V sezóně 1934-35 se soutěž rozdělila na dvě skupiny a tento formát vydržel až do ročníku 1968-69, kdy se Segunda División vrátila k jedné skupině, což je i aktuální podoba ligy.

## Změny názvu
Sezona 2006-07 se stala první, kdy nesla soutěž jméno podle sponzora. Nový název Liga BBVA dostala podle bankovní instituce, ale vydržel jen dvě sezony. Od ročníku 2008-09 až do ročníku 2015-16 měla Segunda División oficiální název Liga Adelante. Před sezonou 2016-17 se stal hlavním sponzorem Segunda División Banco Santander, Segunda División se přejmenovala nejprve na LaLiga 1|2|3 a následně od sezony 2019-20 na La Liga SmartBank. Od soutěžního ročníku je novým sponzorem společnost EA Sports, která dala druhé nejvyšší soutěži název LaLiga Hypermotion. 

## Rekordy
Klubem, který v Segunda División odehrál nejvíce sezón, je Real Murcia, celkem 53. Soutěž dokázal osmkrát vyhrát, což je rovněž rekordní počin. Další v pořadí účastí v Segunda División jsou Sporting Gijón 48 sezón a Tenerife se Sabadellem - oba 44 ročníků. Nejvíc soutěžních ročníků v řadě zaznamenal SD Eibar - osmnáct - od sezóny 1987-88 až do 2005-06.
Pouze šest klubů, které kdy hrály Segunda División, nikdy nehrály v nižších patrech španělských soutěží - Atlético Madrid, Espanyol, Valencia, Sevilla, Real Sociedad a Sporting Gijón. 
Rekordní bodový zisk zaznamenalo Deportivo La Coruña s 91 body v ročníku 2011-12. V tom následujícím pro změnu došlo na jiný historický moment, neboť Elche jako první klub vedlo druholigovou tabulku během všech 42 kol.

## Kluby
Aktuálního ročníku 2023/24 se účastní 22 týmů, z nichž 15 jich působilo v soutěži již v předchozí sezóně. Další tři celky sestoupily z La Ligy - Elche, Espanyol, Valladolid - a čtyři postoupily ze třetí nejvyšší soutěže Primera RFEF - Eldense, Ferrol, Amorebieta a Alcorcón.

##### Změny klubů před sezónou 2023-24
| Postup z Primera RFEF 2022-23             | Sestup z La Ligy 2022-23  | Postup do La Ligy 2023-24 | Sestup do Primera RFEF 2023-24 |
| ----------------------------------------- | ------------------------- | ------------------------- | ------------------------------ |
| Alcorcón Amorebieta Racing Ferrol Eldense | Elche Espanyol Valladolid | Granada Las Palmas Alavés | Ibiza Málaga Ponferradina Lugo |

### Stadiony a umístění
| Klub              | Město                  | Stadión                        | Kapacita |
| ----------------- | ---------------------- | ------------------------------ | -------- |
| Albacete Balompié | Albacete               | Carlos Belmonte                | 17 524   |
| AD Alcorcón       | Alcorcón               | Municipal de Santo Domingo     | 5100     |
| SD Amorebieta     | Amorebieta-Etxano      | Campo Municipal de Urritxe     | 3000     |
| FC Andorra        | Andorra la Vella       | Estadi Nacional                | 3347     |
| Burgos CF         | Burgos                 | El Plantío                     | 12646    |
| FC Cartagena      | Cartagena              | Municipal Stadium Cartagonova  | 15105    |
| SD Eibar          | Eibar                  | Ipurua                         | 8164     |
| Elche CF          | Elche                  | Estadio Manuel Martínez Valero | 31388    |
| CD Eldense        | Elda                   | Nuevo Pepico Amat              | 4036     |
| RCD Espanyol      | Barcelona              | Stage Front Stadium            | 40000    |
| SD Huesca         | Huesca                 | El Alcoraz                     | 9128     |
| CD Leganés        | Leganés                | Estadio Municipal de Butarque  | 12454    |
| Levante UD        | Levante                | Estadio Ciutat de Valencia     | 26354    |
| CD Mirandés       | Miranda de Ebro        | Anduva                         | 5759     |
| Real Oviedo       | Oviedo                 | Estadio Carlos Tartiere        | 30000    |
| Racing Ferrol     | Ferrol                 | Estadio da Malata              | 5759     |
| Racing Santander  | Santander              | El Sardinero                   | 22222    |
| Sporting Gijón    | Gijón                  | El Molinón                     | 30000    |
| CD Tenerife       | Santa Cruz de Tenerife | Heliodoro Rodríguez López      | 22948    |
| Real Valladolid   | Valladolid             | Estadio José Zorrilla          | 26512    |
| Viilarreal CF B   | Villarreal             | Estadio de la Cerámica         | 23000    |
| Real Zaragoza     | Zaragoza               | La Romareda                    | 33608    |

## Herní systém
Týmy spolu hrají systémem každý s každým dvoukolově - doma a venku. První dva týmy tabulky s nejvyšším počtem bodů po odehrání všech 42 kol postupují přímo do nejvyšší soutěže La Ligy. Celky na třetím až šestém místě hrají play- off vyřazovacím způsobem o třetí postupové místo. Semifinále i finále se hraje na dva zápasy, doma a venku s tím, že v prvním kole na sebe narazí třetí tým tabulky s šestým a čtvrtý s pátým. První zápas doma odehraje v semifinále i finále tým s horší pozicí po základní části. Do nejvyšší soutěže nemůže postoupit Villarreal B, jelikož je rezervním týmem klubu hrajícího La Ligu. V případě, že skončí na prvních dvou místech, postoupí do La Ligy třetí tým tabulky. Pokud obsadí pozici na 3.-6. místě tabulky, postoupí do play-off celek na sedmém místě tabulky.
Do třetí nejvyšší soutěže Primera RFEF sestupují poslední čtyři týmy po odehrání 42 kol.

## Vítězové jednotlivých ročníků
| Segunda División (1929 - 1949)               |                            |                                        |                                     |
| Ročník                                       | Vítěz 2. ligy              | postupující z 2. místa                 | postupující ze 3. místa             |
| 1929                                         | Sevilla FC (nepostupující) | Real Zaragoza (nepostupující)          |                                     |
| 1929 - 1930                                  | Deportivo Alavés           | Sporting de Gijón (nepostupující)      |                                     |
| 1930 - 1931                                  | Valencia CF                | Sevilla FC (nepostupující)             |                                     |
| 1931 - 1932                                  | Betis Sevilla              | Real Oviedo (nepostupující)            |                                     |
| 1932 - 1933                                  | Real Oviedo                | Atlético Madrid (nepostupující)        |                                     |
| 1933 - 1934                                  | Sevilla FC                 | Atlético Madrid                        |                                     |
| 1934 - 1935                                  | Hércules CF                | CA Osasuna                             |                                     |
| 1935 - 1936                                  | RC Celta de Vigo           | Real Zaragoza                          |                                     |
| * V letech 1936 - 39 byly 3 sezony vynechány |                            |                                        |                                     |
| 1939 - 1940                                  | Real Murcia                | Deportivo de La Coruña (nepostupující) |                                     |
| 1940 - 1941                                  | Granada CF                 | Real Sociedad                          | CD Castellón Deportivo de La Coruña |
| 1941 - 1942                                  | Betis Sevilla              | Real Zaragoza                          |                                     |
| 1942 - 1943                                  | CE Sabadell FC             | Real Sociedad                          |                                     |
| 1943 - 1944                                  | Sporting de Gijón          | Real Murcia                            |                                     |
| 1944 - 1945                                  | CD Alcoyano                | Hércules CF                            |                                     |
| 1945 - 1946                                  | CE Sabadell FC             | Deportivo de La Coruña                 |                                     |
| 1946 - 1947                                  | CD Alcoyano                | Gimnàstic de Tarragona                 | Real Sociedad                       |
| 1947 - 1948                                  | Real Valladolid            | Deportivo de La Coruña                 |                                     |
| 1948 - 1949                                  | Real Sociedad              | C.D. Málaga                            |                                     |

| Segunda División (1949 - 1968) |                              |                         |                         |
| Ročník                         | Vítěz Skupiny SEVER          | Vítěz Skupiny JIH       | další postupující       |
| 1949 - 1950                    | Racing de Santander          | CD Alcoyano             | Real Murcia             |
| 1950 - 1951                    | Sporting de Gijón            | Mogreb Athletic Tétouan | UD Las Palmas           |
| 1951 - 1952                    | Real Oviedo                  | C.D. Málaga             |                         |
| 1952 - 1953                    | CA Osasuna                   | Real Jeán               |                         |
| 1953 - 1954                    | Deportivo Alavés             | UD Las Palmas           | Hércules CF C.D. Málaga |
| 1954 - 1955                    | Cultural y Deportiva Leonesa | Real Murcia             |                         |
| 1955 - 1956                    | CA Osasuna                   | Real Jeán               | CD Condal               |
| 1956 - 1957                    | Sporting de Gijón            | Granada CF              |                         |
| 1957 - 1958                    | Real Oviedo                  | Betis Sevilla           |                         |
| 1958 - 1959                    | Real Valladolid              | Elche CF                |                         |
| 1959 - 1960                    | Racing de Santander          | RCD Mallorca            |                         |
| 1960 - 1961                    | CA Osasuna                   | CD Tenerife             |                         |
| 1961 - 1962                    | Deportivo de La Coruña       | Córdoba CF              | C.D. Málaga             |
| 1962 - 1963                    | Pontevedra CF                | Real Murcia             | RCD Espanyol            |
| 1963 - 1964                    | Deportivo de La Coruña       | UD Las Palmas           |                         |
| 1964 - 1965                    | Pontevedra CF                | RCD Mallorca            | C.D. Málaga             |
| 1965 - 1966                    | Deportivo de La Coruña       | Hércules CF             | Granada CF              |
| 1966 - 1967                    | Real Sociedad                | C.D. Málaga             | Betis Sevilla           |
| 1967 - 1968                    | Deportivo de La Coruña       | Granada CF              |                         |

| Segunda División (1968 - přítomnost) |                                            |                                           |                            |
| Ročník                               | Vítěz 2. ligy                              | postupující z 2. místa                    | postupující z dalších míst |
| 1968 - 1969                          | Sevilla FC                                 | RC Celta de Vigo                          | RCD Mallorca               |
| 1969 - 1970                          | Sporting de Gijón                          | C.D. Málaga                               | RCD Espanyol               |
| 1970 - 1971                          | Betis Sevilla                              | Burgos CF                                 | Córdoba CF                 |
| 1971 - 1972                          | Real Oviedo                                | CD Castellón                              | Real Zaragoza              |
| 1972 - 1973                          | Real Murcia                                | Elche CF                                  | Racing de Santander        |
| 1973 - 1974                          | Betis Sevilla                              | Hércules CF                               | UD Salamanca               |
| 1974 - 1975                          | Real Oviedo                                | Racing de Santander                       | Sevilla FC                 |
| 1975 - 1976                          | Burgos CF                                  | Celta de Vigo                             | C.D. Málaga                |
| 1976 - 1977                          | Sporting de Gijón                          | Cádiz CF                                  | Rayo Vallecano             |
| 1977 - 1978                          | Real Zaragoza                              | Recreativo de Huelva                      | Celta de Vigo              |
| 1978 - 1979                          | AD Almería                                 | C.D. Málaga                               | Betis Sevilla              |
| 1979 - 1980                          | Real Murcia                                | Real Valladolid                           | CA Osasuna                 |
| 1980 - 1981                          | CD Castellón                               | Cádiz CF                                  | Racing de Santander        |
| 1981 - 1982                          | RC Celta de Vigo                           | UD Salamanca                              | CD Málaga                  |
| 1982 - 1983                          | Real Murcia                                | Cádiz CF                                  | RCD Mallorca               |
| 1983 - 1984                          | Real Madrid Castilla ("B" tým nepostoupil) | Bilbao Athletic ("B" tým nepostoupil)     | Hércules CF Elche CF       |
| 1984 - 1985                          | UD Las Palmas                              | Cádiz CF                                  | Celta de Vigo              |
| 1985 - 1986                          | Real Murcia                                | CE Sabadell FC                            | RCD Mallorca               |
| 1986 - 1987                          | Valencia CF                                | CD Logroñés                               | Celta de Vigo              |
| 1987 - 1988                          | C.D. Málaga                                | Elche CF                                  | Real Oviedo                |
| 1988 - 1989                          | CD Castellón                               | Rayo Vallecano                            | CD Tenerife                |
| 1989 - 1990                          | Burgos CF                                  | Betis Sevilla                             | RCD Espanyol               |
| 1990 - 1991                          | Albacete Balompié                          | Deportivo de La Coruña                    | -                          |
| 1991 - 1992                          | Celta de Vigo                              | Rayo Vallecano                            | -                          |
| 1992 - 1993                          | UE Lleida                                  | Real Valladolid                           | Racing de Santander        |
| 1993 - 1994                          | RCD Espanyol                               | Betis Sevilla                             | SD Compostela              |
| 1994 - 1995                          | CP Mérida                                  | Rayo Vallecano                            | UD Salamanca               |
| 1995 - 1996                          | Hércules CF                                | CD Logroñés                               | CF Extremadura             |
| 1996 - 1997                          | CP Mérida                                  | UD Salamanca                              | RCD Mallorca               |
| 1997 - 1998                          | Deportivo Alavés                           | CF Extremadura                            | Villarreal CF              |
| 1998 - 1999                          | Málaga CF                                  | Atlético Madrid "B" ("B" tým nepostoupil) | Rayo Vallecano             |
| 1999 - 2000                          | UD Las Palmas                              | CA Osasuna                                | Villarreal CF              |
| 2000 - 2001                          | Sevilla FC                                 | Betis Sevilla                             | CD Tenerife                |
| 2001 - 2002                          | Atlético Madrid                            | Racing de Santander                       | Recreativo de Huelva       |
| 2002 - 2003                          | Real Murcia                                | Real Zaragoza                             | Albacete Balompié          |
| 2003 - 2004                          | Levante UD                                 | CD Numancia                               | Getafe CF                  |
| 2004 - 2005                          | Cádiz CF                                   | Celta de Vigo                             | Deportivo Alavés           |
| 2005 - 2006                          | Recreativo de Huelva                       | Gimnàstic de Tarragona                    | Levante UD                 |
| 2006 - 2007                          | Real Valladolid                            | UD Almería                                | Real Murcia                |
| 2007 - 2008                          | CD Numancia                                | Málaga CF                                 | Sporting de Gijón          |
| 2008 - 2009                          | Xerez CD                                   | Real Zaragoza                             | CD Tenerife                |
| 2009 - 2010                          | Real Sociedad                              | Hércules CF                               | Levante UD                 |
| 2010 - 2011                          | Betis Sevilla                              | Rayo Vallecano                            | Granada CF                 |
| 2011 - 2012                          | Deportivo de La Coruña                     | Celta de Vigo                             | Real Valladolid            |
| 2012 - 2013                          | Elche CF                                   | Villarreal CF                             | UD Almería                 |
| 2013 - 2014                          | Eibar                                      | Deportivo de La Coruña                    | Córdoba CF                 |
| 2014 - 2015                          | Betis Sevilla                              | Sporting de Gijón                         | UD Las Palmas              |
| 2015 - 2016                          | Deportivo Alavés                           | Leganes                                   | CA Osasuna                 |
| 2016 - 2017                          | Levante UD                                 | Girona                                    | Getafe CF                  |
| 2017 - 2018                          | Rayo Vallecano                             | SD Huesca                                 | Real Valladolid            |
| 2018 - 2019                          | CA Osasuna                                 | Granada CF                                | RCD Mallorca               |
| 2019 - 2020                          | SD Huesca                                  | Cádiz CF                                  | Elche CF                   |
| 2020 - 2021                          | Espanyol                                   | Mallorca                                  | Rayo Vallecano             |
| 2021 - 2022                          | Almería                                    | Valladolid                                | Girona                     |
| 2022 - 2023                          | Granada                                    | Las Palmas                                | Alavés                     |
| 2023 - 2024                          | Leganés                                    | Valladolid                                | Eibar                      |

## Španělský systém nižších soutěží
| Level | Systém soutěží                                                     |
| ----- | ------------------------------------------------------------------ |
| 1     | Primera División 20 účastníků                                      |
| 2     | Segunda División 22 účastníků                                      |
| 3     | Primera Federación 2 skupiny po 20 mužstvech, celkem 40 účastníků  |
| 4     | Segunda Federación - 5 skupin po 18 mužstvech, celkem 90 účastníků |
| 5     | Tercera Federación 18 skupin po 18 mužstvech, celkem 324 účastníků |
| 6     | 2° Regional Division                                               |
| 7     | 3° Regional Division                                               |
| 8     | 4° Regional Division                                               |
| 9     | 5° Regional Division                                               |
| 10    | Divisiones regionales                                              |